# 科罗什卡地区奇尔纳市镇

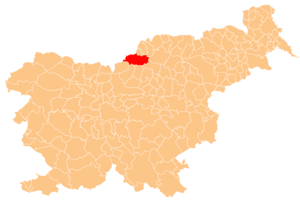
科罗什卡地区奇尔纳市镇於斯洛維尼亞的位置

科罗什卡地区奇尔纳市镇，是斯洛文尼亞北部的一個市镇，行政中心为科羅什卡地區奇爾納。市镇面積为156.0平方公里，2002年人口数量为3,616。人口密度約23人/km2。

## 外部連結
- 维基共享资源上的相關多媒體資源：科罗什卡地区奇尔纳市镇
- 官方网站  （斯洛文尼亚文）
- Municipality of Črna na Koroškem on Geopedia （页面存档备份，存于）